# San Nicandro Garganico
San Nicandro Garganico ist eine Stadt mit 13.618 Einwohnern (Stand 31. Dezember 2023) in der italienischen Provinz Foggia, Region Apulien.

## Geografie

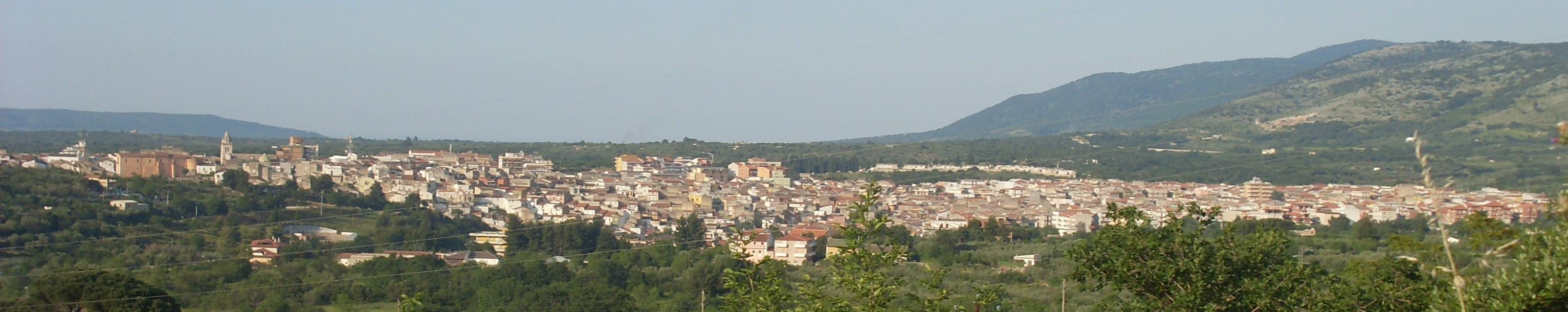
Panoramablick auf San Nicandro Garganico

San Nicandro Garganico liegt unweit des Sees von Lesina, nahe der Küste der Adria. Die Nachbargemeinden sind Apricena, Cagnano Varano, Lesina, Poggio Imperiale und San Marco in Lamis. Die Stadt liegt mitten im Naturschutzgebiet Nationalpark Gargano mit der Doline Pozzatina. Die Stadt liegt auf 220 Höhenmeter. Die Entfernung zum Meer beträgt auf der Landstraße ca. 12 km. Nach San Giovanni Rotondo der Wirkungsstätte des Heiligen Padre Pio sind es ca. 30 km.

## Geschichte
Die Stadt wurde das erste Mal 1095 n. Chr. urkundlich erwähnt. Es gibt aber Anhaltspunkte, dass die erste Ansiedlung bereits im Jahre 663 n. Chr. erfolgte.
Im Jahr 1881 hatte die Stadt 8257 Einwohner. Die Stadt hieß bis 1999 Sannicandro Garganico.

## Verkehr
San Nicandro Garganico liegt an der Bahnstrecke von San Severo nach Peschici. Der Bahnhof liegt am südlichen Stadtrand. Die Züge benötigen bis San Severo rund 30 Minuten und bis Foggia 50 Minuten.